# Casperius Aelianus
Casperius Aelianus est un haut chevalier romain, préfet du prétoire pendant une partie du règne de Domitien puis à nouveau sous Nerva. Dès le début de son règne, Trajan ou le fait exécuter, ou le force à se retirer.

## Biographie

### Début de carrière
La vie et la carrière d'Aelianus sont très peu connues. Chez les auteurs classiques, les rares références le concernant demeurent obscures.
Si l'on prête foi à la Vie d'Apollonios de Tyane, il aurait servi comme tribun militaire de Vespasien, alors légat de Judée, lorsque ce dernier se rend à Alexandrie en 69, pour se proclamer empereur romain lors de l'année des quatre empereurs,.

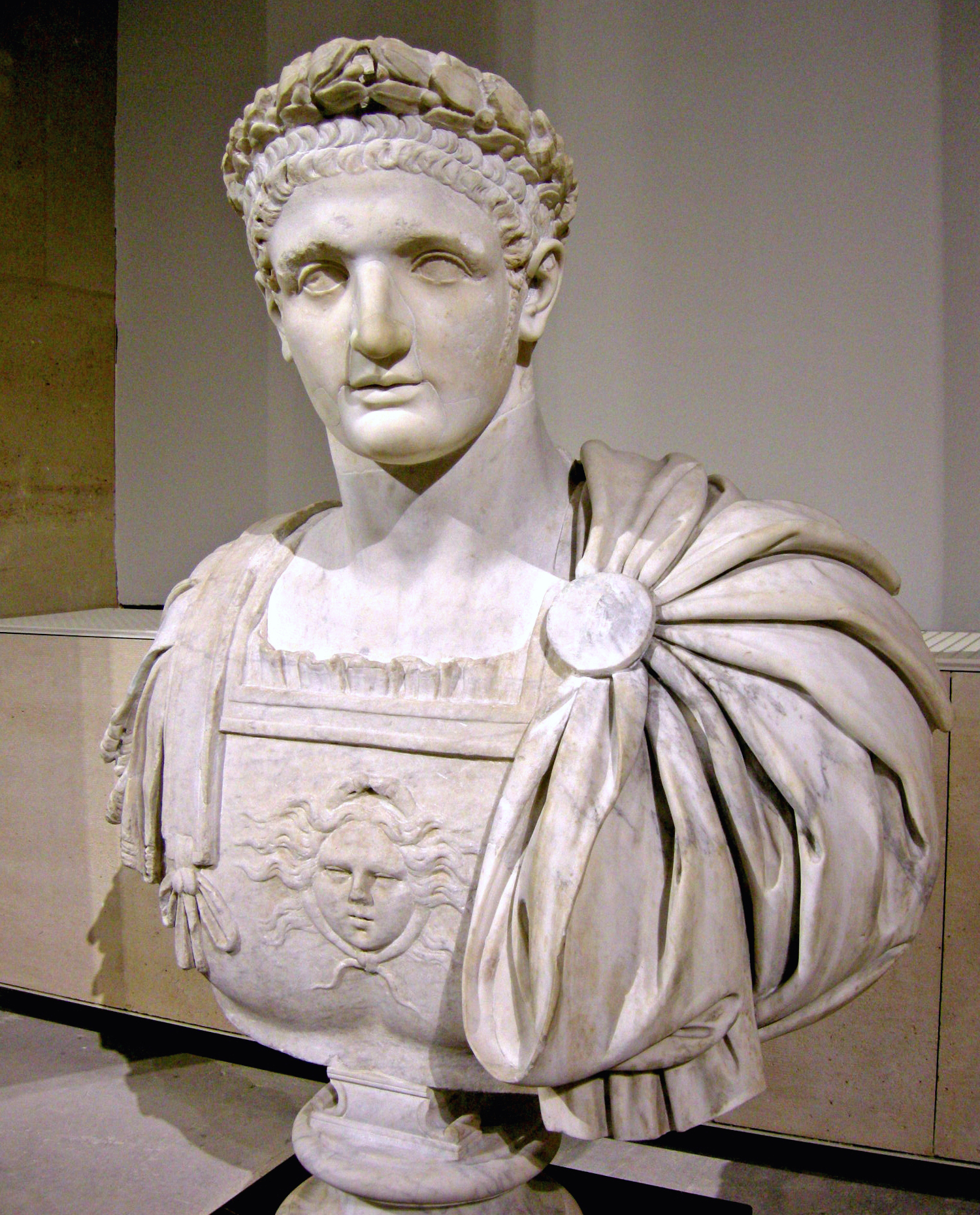
L'empereur Domitien (81 à 96).

### Préfet du prétoire sous Domitien
Il sert l’empereur Domitien comme préfet du prétoire, peut-être à partir de 84 (ou 92). Il ferait suite à Lucius Iulius Ursus (vers 81 à 83) et Lucius Laberius Maximus (vers 83-84), et officierait un temps aux côtés de Cornelius Fuscus (jusqu'en 86). Il a peut-être ensuite comme collègue Marcus Mettius Rufus, tout du moins vers 92 puis un certain Norbanus.
Il est à noter que ce soit Iulius Ursus, Laberius Maximus, Mettius Rufus, Norbanus (non certain) ou Petronius Secundus, qui sont préfets du prétoire sous Domitien, ils ont été auparavant préfet d'Égypte. Cela ne semble pas être le cas de Cornelius Fuscus, ni a priori de Casperius Aelianus, bien que l'on ne peut avoir de certitudes en l'absence de sources sur sa carrière avant la préfecture du prétoire.
Au début du règne, Domitien se montre libéral et juste. Il est loué pour son sens de la justice et de la religion.
S'il est déjà préfet, Aelianus participe peut-être aux côtés de l'empereur aux campagnes sur le Rhin en 83-87 et à la campagne de Dacie de Domitien entre 85 et 89, pendant laquelle son collègue Cornelius Fuscus est vaincu et tué en 86, puis à l'expédition punitive en Germanie de 89-90. Cependant, Cornelius Fuscus étant avec l'armée impériale, il est probable que s'il y a un deuxième préfet, en l’occurrence Aelianus, il soit resté à Rome.
Le naturel inquiet de Domitien, sa tendance à voir des complots partout, sa violence et son autoritarisme assombrissent la fin de son règne. Cette tendance s'aggrave après la conjuration de 89. Il met à mort quelques sénateurs et autres personnages distingués.
Selon Philostrate l'Athénien, Aelianus soutient par des moyens détournés Apollonios de Tyane, l'ayant connu en Égypte. Ce dernier a été banni de Rome sous Néron, aurait eu des entretiens avec Vespasien et Titus et aurait prédit la chute de Domitien. Il souhaite alors échanger avec l'empereur, et Aelianus favorise la rencontre. Philostrate l'Athénien fait dire à Aelianus que Domitien est un « cruel tyran ». Apollonios est d'abord emprisonné par l'empereur, puis ses conditions de détention sont allégées à la suite de l'intervention d'Aelianus. Lors de son procès, il s'échappe hors de Rome puis d'Italie.
Vers 94, il est possible qu'Aelianus choisisse de se retirer, comme tant d'autres, le règne de Domitien devenant de plus en plus tyrannique, ou alors il est victime de la disgrâce de l'empereur.

### Assassinat de Domitien et début du règne de Nerva
En septembre 96, l'assassinat de Domitien implique l'impératrice, un certain nombre de sénateurs, et se fait avec l'accord des préfets de la garde prétorienne, qui agissent directement ou choisissent en toute connaissance de cause de ne pas intervenir pour sauver l'empereur. On n'a pas de certitudes sur ce moment-là, mais pour ceux qui occupent la préfecture du prétoire, il s'agit de Titus Petronius Secundus ainsi que Norbanus précédemment cité.
Nerva est proclamé empereur le soir même de l’assassinat et, dans la foulée, le Sénat décrète la damnatio memoriae de Domitien.

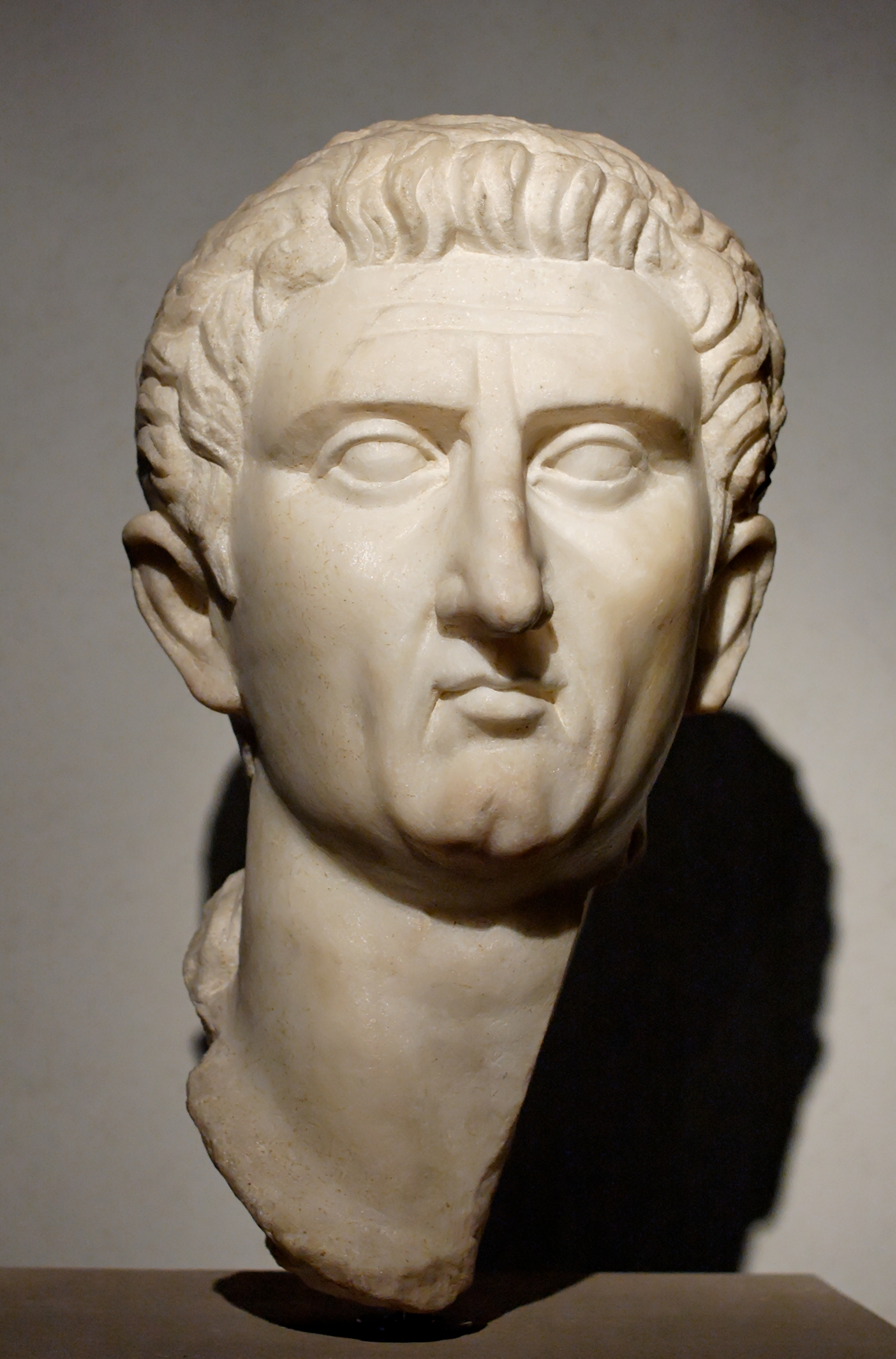
L'empereur Nerva (96 à 98).

### Retour à la préfecture du prétoire
Environ un an après l'assassinat de Domitien et l'accession au pouvoir de Nerva, alors que ce dernier a renvoyé les deux préfets impliqués dans le complot, l’empereur rappelle Aelianus, encore très populaire parmi les prétoriens, à son poste,, en 97.
C’est un choix malheureux pour l'empereur. Aelianus réclame avec ses soldats la tête des assassins de Domitien et assiège le palais impérial pour capturer les responsables de la mort du dernier des Flaviens, qui n'ont pas été condamnés par le nouvel empereur. Il réussit à faire exécuter les meurtriers, dont l'ancien préfet du prétoire Petronius Secundus, et probablement Norbanus, malgré l'opposition de l'empereur, affaiblissant la position de Nerva. L'empereur est même forcé de prononcer un discours public de remerciement de cette initiative.
Nerva réplique en prenant une initiative judicieuse. Il adopte solennellement Trajan, légat en Germanie, général à la tête de trois légions et militaire à la compétence éprouvée. Le Sénat ratifie en accordant à Trajan le titre de César, la puissance tribunicienne et l’imperium maius. Les prétoriens se souviennent aussi des événements de 69, et savent qu'ils ne peuvent affronter avec succès les légions. Pris de court, ils doivent s'incliner.
Peu de temps après, en janvier 98, Nerva meurt de causes naturelles. Trajan, qui est alors à Cologne, reste un temps au nord des Alpes. Il envoie quérir Aelianus et la garde prétorienne, sous prétexte d'avoir besoin d'eux et, selon Dion Cassius, « les met hors de son chemin ». Cela signifie probablement qu'il est exécuté, mais peut-être est-il juste forcé de se retirer. Trajan le remplace par Sextus Attius Suburanus Aemilianus.